# Josh Radnor

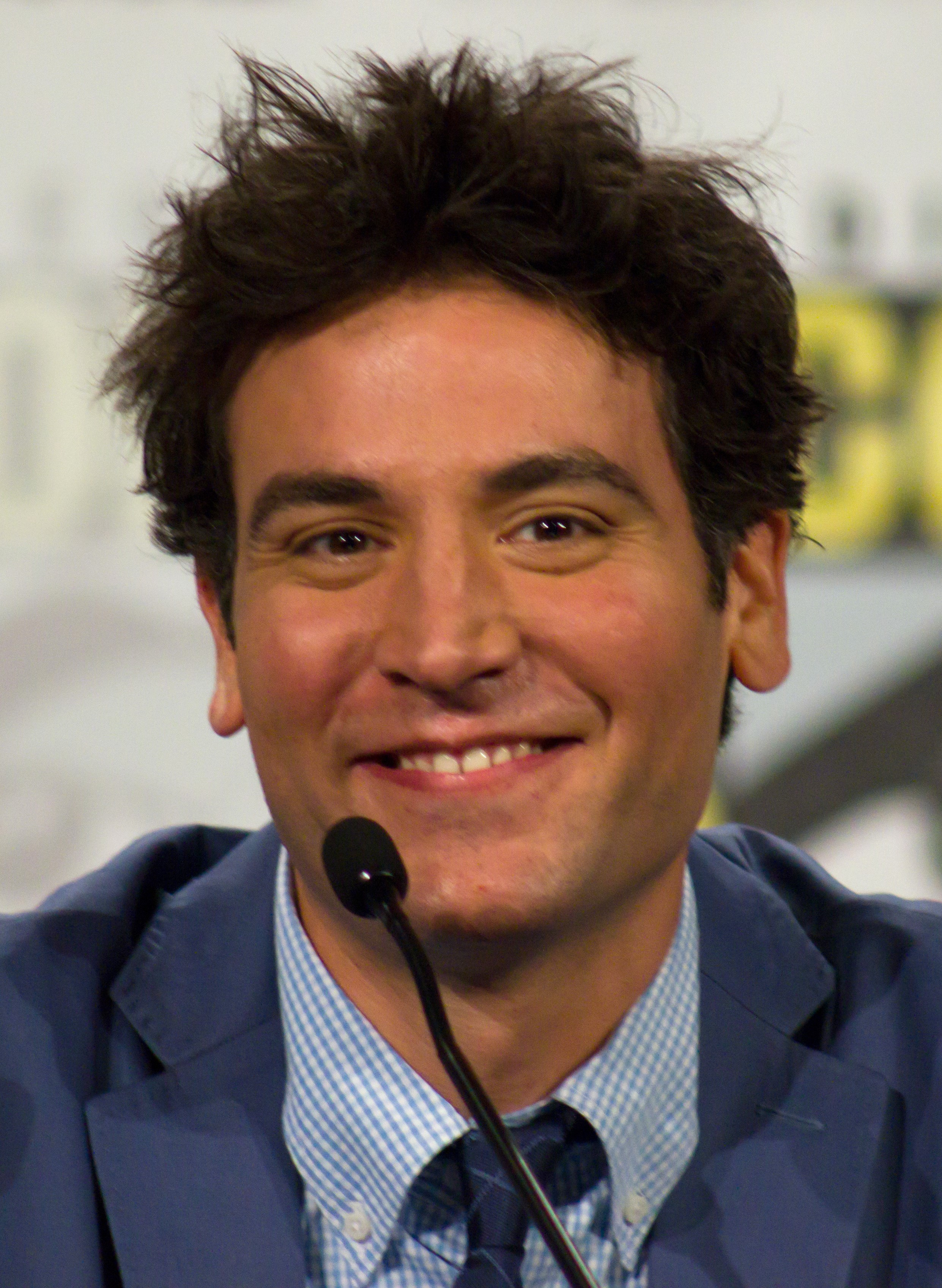
Josh Radnor (2013)

Josh Radnor (* 29. Juli 1974 in Columbus, Ohio als Joshua Thomas Radnor) ist ein US-amerikanischer Schauspieler, Filmregisseur, Musiker und Drehbuchautor. Bekannt wurde er vor allem durch seine Hauptrolle des Ted Mosby in der US-Sitcom How I Met Your Mother.

## Leben
Josh Radnor wurde am 29. Juli 1974 in Columbus als Sohn des Rechtsanwalts Alan Radnor und dessen Frau Carol geboren. Er hat zwei Schwestern, Melanie Radnor und Joanna Radnor Vilensky. Josh Radnor wuchs in Bexley, einer Vorstadt von Columbus, auf und besuchte dort die Bexley High School und später das Kenyon College, an dem man ihm die Paul Newman Acting Trophy verlieh. Er besuchte außerdem die jüdisch-orthodoxe Schule Columbus Torah Academy und wurde im Geiste des konservativen Judentums erzogen.
Derzeit lebt er in Los Angeles. Von 2012 bis 2013 befand er sich in einer Beziehung mit Julia Jones.
Im Januar 2024 heiratete er die Psychologin Jordana Jacobs.

### Karriere
Im Jahr 2001 wurde Radnor als Hauptdarsteller für die The-WB-Fernsehserie Off Centre gecastet, jedoch wurde die Rolle später an Eddie Kaye Thomas neu vergeben. 2002 gab er sein Debüt am Broadway in dem Stück The Graduate. Von 2005 bis 2014 spielte Radnor in der Sitcom How I Met Your Mother des Fernsehsenders CBS die Rolle des Architekten Ted Mosby.
2010 drehte er als Regisseur seinen ersten Film, HappyThankYouMorePlease, für den er auch das Drehbuch schrieb. Auch für Liberal Arts (2012) führte Radnor Regie, schrieb das Drehbuch und spielte die Hauptrolle.
Seit How I Met Your Mother ist Martin Halm Radnors deutsche Standardsynchronstimme.
Radnor bildet seit dem Jahr 2016 gemeinsam mit dem australischen Singer-Songwriter Ben Lee das Duo „Radnor & Lee“. Die Musik ist eine Mischung aus Indie, Folk und Pop. Radnor singt die erste Stimme, Lee spielt Gitarre und singt die zweite Stimme. Die erste Single „Be like the being“ wurde im Mai 2017 veröffentlicht.
Von 2020 bis 2023 spielte Radnor in der Prime-Video-Serie Hunters die Nebenrolle des Lonny Flash.

## Filmografie (Auswahl)

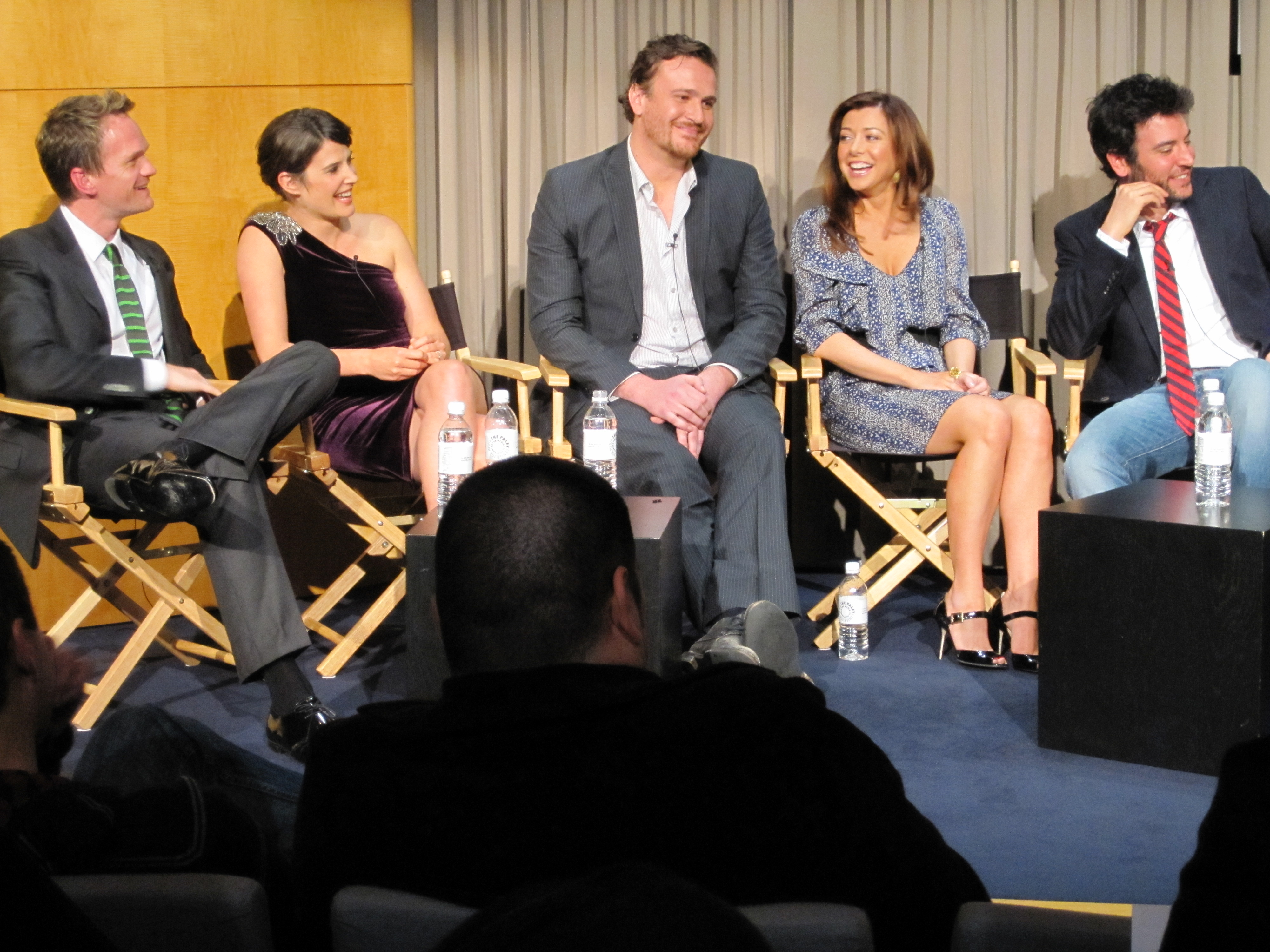
Die Hauptdarsteller der Serie How I Met Your Mother bei der Feier zur 100. Folge (2010)

### Schauspieler
- 2000: Welcome to New York (Fernsehserie, Folge 1x06 The Crier)
- 2001: Nicht noch ein Teenie-Film! (Not Another Teen Movie)
- 2002: Rollerball
- 2002: Law & Order (Fernsehserie, Folge 12x15 Access Nation)
- 2002: The Court (Fernsehserie, 3 Folgen)
- 2003: Emergency Room – Die Notaufnahme (ER, Fernsehserie, Folge 9x17 The Advocate)
- 2003: Six Feet Under – Gestorben wird immer (Six Feet Under, Fernsehserie, Folge 3x05 The Trap)
- 2003: Kate Fox & die Liebe (Miss Match, Fernsehserie, Folge 1x05 I Got You Babe)
- 2004: Everyday Life (Fernsehfilm)
- 2005: Für alle Fälle Amy (Judging Amy, Fernsehserie, Folge 6x20 Too Little, Too Late)
- 2005–2014: How I Met Your Mother (Fernsehserie, 208 Folgen)
- 2007, 2009: Family Guy (Fernsehserie, 2 Folgen, Stimme für Ted Mosby)
- 2010: HappyThankYouMorePlease (happythankyoumoreplease)
- 2012: Liberal Arts
- 2013: Love. Sex. Life. (Afternoon Delight)
- 2016–2017: Mercy Street (Fernsehserie, 12 Folgen)
- 2018: Social Animals
- 2018: Rise (Fernsehserie, 10 Folgen)
- 2018: Grey’s Anatomy (Fernsehserie, Folge 15x04)
- 2020–2023: Hunters (Fernsehserie, 18 Folgen)
- 2021: Centaurworld (Fernsehserie, 18 Folgen)
- 2022: Fleishman is in Trouble (Fernsehserie)
- 2023: All Happy Families

### Regisseur und Drehbuchautor
- 2010: HappyThankYouMorePlease (happythankyoumoreplease)
- 2012: Liberal Arts